# Maria Merz (Keramikerin)
Maria Merz (* 22. Juni 1931 in Buchholz; † 6. Januar 2017 in Halle (Saale)) war eine deutsche Keramikerin.

## Leben und Werk
Maria Merz absolvierte von 1950 bis 1953 in Bürgel bei Walter Gebauer eine Lehre als Töpferin. Von 1953 bis 1958 studierte sie Keramik bei Wolfgang Henze und Rudolf Kaiser an der Kunsthochschule Berlin-Weißensee. 1958 legte sie die Meisterprüfung im Töpferhandwerk ab. Seitdem arbeitete sie als freischaffende Keramikerin in Scheibenberg und seit 1972 in Halle/Saale. Sie war bis 1990 Mitglied des Verband Bildender Künstler der DDR und hatte in der DDR und im Ausland eine bedeutende Zahl von Einzelausstellungen und Ausstellungsbeteiligungen, u. a. 1958, 1962/1963, 1967/1968 und 1982/1983 in Dresden an der Vierten bis VI. Deutschen Kunstausstellung und der IX. Kunstausstellung der DDR und im Ausland u. a. in Faenza, Gdansk und Prag.
Sie war mit dem Designer Hans Merz verheiratet.

## Keramische Werke (Auswahl)
- Kleine Spielfiguren (ca. 1958)[2]
- Tiergruppe (1958, Fayence; 1960 in Berlin auf der Ausstellung „Frauenschaffen und Frauengestalten in der bildenden Kunst“)
- Fischgruppe (1959, Fayence; auf der Ausstellung „Frauenschaffen und Frauengestalten in der bildenden Kunst“)
- Baum (1973, Höhe: 25,8 cm; Kunstgewerbemuseum Dresden im Schloss Pillnitz)[3]

## Personalausstellungen (unvollständig)
- 1982: Karl-Marx-Stadt, Galerie Schmidt-Rottluff (Verkaufsausstellung)
- 1985: Halberstadt, Galerie St. Florian
- 1990: Annaberg-Buchholz, Galerie am Markt (mit Friedrich Näser)